# Süddeutscher Handballverband
Der Süddeutsche Handballverband e. V. (SHV) war ein Regionalverband innerhalb des Deutschen Handballbundes (DHB), der sich zum 1. Juli 2016 auflöste. Der SHV hatte seinen Sitz in München.

## SHV-Vertreter in der 1. Bundesliga
Frisch Auf Göppingen war sowohl mit der Herren- als auch mit der Damenmannschaft in der 1. Bundesliga vertreten. Daneben spielten auch
 die Herrenteams von Rhein-Neckar Löwen, HBW Balingen-Weilstetten, MTSV Schwabing, VfL Günzburg, TuSpo Nürnberg, HSC 2000 Coburg,
 HC Erlangen und TSV Milbertshofen sowie die Damenmannschaft vom HC Leipzig in der höchsten deutschen Spielklasse.

## Wettbewerbe

### Süddeutsche Meisterschaften
Von den insgesamt 17 ausgetragenen Meisterschaften, vor Einführung der Handball-Bundesliga, konnte sich der TC Frisch Auf Göppingen elf
 mal den Titel holen und als Qualifikant des Süddeutschen Verbandes für die Deutsche Endrundenmeisterschaft in der Zeit auch sieben Mal den
 Deutschen Meistertitel gewinnen. Somit stand in den 17 Jahren der Süddeutsche Vertreter bei Deutschen Meisterschaften mit sieben Titeln,
 vier Vizemeisterschaften und drei 3. Plätzen insgesamt 14 mal auf dem Podest.
- Der Süddeutsche Meister und der fett gedruckte Vizemeister waren für die Endrunde zur Deutschen Meisterschaft qualifiziert.

| Saison                                     | Süddeutscher Meister                            | Süddeutscher Vizemeister                            | Endrundeninfo zur Deutschen Meisterschaft |
| ------------------------------------------ | ----------------------------------------------- | --------------------------------------------------- | --- |
| 1948/49                                    | TSV 1896 Rintheim                               | VfL Oßweil                                          | 4. Platz Vorrunde Gr. B Rintheim (inoffizielle Meisterschaft) |
| 1949/50                                    | PSV Grünweiß Frankfurt                          | SV Stuttgarter Kickers                              | 5. Platz Frankfurt |
| 1950/51                                    | VfL Oßweil                                      | PSV Grünweiß Frankfurt                              | Deutscher Vizemeister 1951 Oßweil |
| 1951/52                                    | SV Harleshausen                                 | VfL Oßweil                                          | 5. Platz Harleshausen und 6. Platz Oßweil |
| 1952/53                                    | TSV 1905 Rot                                    | TSV Braunshardt                                     | 4. Platz Gruppe A Rot und 4. Platz Gruppe B Braunshardt |
| 1953/54                                    | TC Frisch Auf Göppingen                         | TSV 1905 Rot                                        | Deutscher Meister 1954 Göppingen |
| 1954/55                                    | TC Frisch Auf Göppingen                         | FC Bayern München                                   | Deutscher Meister 1955 Göppingen, 5. Platz FC Bayern |
| 1955/56                                    | TC Frisch Auf Göppingen                         | Post SV München                                     | 3. Platz Göppingen |
| 1956/57                                    | TC Frisch Auf Göppingen                         | TSV Zuffenhausen                                    | Deutscher Vizemeister 1957 Göppingen |
| 1957/58                                    | TC Frisch Auf Göppingen                         | TB Esslingen 1890                                   | Deutscher Meister 1958 Göppingen |
| 1958/59                                    | TC Frisch Auf Göppingen                         | TB Esslingen 1890                                   | Deutscher Meister 1959 Göppingen |
| 1959/60                                    | TC Frisch Auf Göppingen                         | TSV 1860 Ansbach                                    | Deutscher Meister 1960 Göppingen, 4. Platz Ansbach |
| 1960/61                                    | TC Frisch Auf Göppingen                         | TS Göppingen                                        | Deutscher Meister 1961 TC Frisch Auf Göppingen |
| 1961/62                                    | TC Frisch Auf Göppingen                         | TSV 1860 Ansbach                                    | Deutscher Vizemeister 1962 Göppingen |
| 1962/63                                    | TC Frisch Auf Göppingen                         | TB Gingen 1870                                      | 3. Platz Göppingen |
| 1963/64                                    | SG Leutershausen                                | TC Frisch Auf Göppingen                             | 5. Platz SG Leutershausen |
| 1964/65                                    | TC Frisch Auf Göppingen                         | SG Leutershausen                                    | Deutscher Meister 1965 Göppingen 3. Platz Leutershausen |
| 1965/66                                    | SG Leutershausen                                | TSV Birkenau                                        | Deutscher Vizemeister 1966 Leutershausen, Vorrunde Birkenau |
| Teilnahme– berechtigung Bundesliga 1966/67 |                                                 |                                                     | Zur Einführung der Handball-Bundesliga sind die ersten vier Plätze der Südd. Meisterschaft 1966 qualifiziert (Gründungsmitglieder). 1. Platz SG Leutershausen 2. Platz TSV Birkenau 3. Platz SpVgg 1887 Möhringen 4. Platz TSV 1861 Zirndorf |
| Saison                                     | Süddeutscher Meister                            | Süddeutscher Vizemeister                            | Aufstiegsinfo zur Handball-Bundesliga |
| 1966/67                                    | TC Frisch Auf Göppingen                         | TSV 1896 Rintheim                                   | Göppingen ist Aufsteiger in die Bundesliga |
| 1967/68                                    | TS Esslingen 1890                               | TSV 1860 Zirndorf                                   | Esslingen ist Aufsteiger in die Bundesliga |
| 1968/69                                    | TSV 1896 Rintheim                               | VfL Oßweil                                          | Rintheim ist Direktaufsteiger in die Bundesliga |
| Saison                                     | Süddeutscher Meister (2. Liga) Regionalliga Süd | Süddeutscher Vizemeister (2. Liga) Regionalliga Süd | Aufstiegsinfo zur Handball-Bundesliga |
| 1969/70                                    | TSV Milbertshofen                               | VfL Oßweil                                          | Milbertshofen steigt auf (nach Aufstiegsspielen) |
| 1970/71                                    | TSV Birkenau                                    | TS Esslingen                                        | Birkenau steigt nicht auf (nach Aufstiegsspielen) |
| 1971/72                                    | TSG Oßweil                                      | TS Esslingen 1890                                   | Oßweil steigt nicht auf (nach Aufstiegsspielen) |
| 1972/73                                    | TV 1893 Neuhausen                               | TSV Birkenau                                        | Neuhausen steigt auf (Direktaufsteiger) |
| 1973/74                                    | TuS Hofweier                                    | TSV Allach 09                                       | Hofweier steigt auf (Direktaufsteiger) |
| 1974/75                                    | TV 1893 Neuhausen                               | TSG Oßweil                                          | Neuhausen steigt auf (Direktaufsteiger) |
| 1975/76                                    | TSG Oßweil                                      | TuS Schutterwald                                    | Oßweil steigt auf (Direktaufsteiger) |
| 1976/77                                    | TV 1893 Neuhausen                               | TSV 1895 Oftersheim                                 | Neuhausen steigt auf (nach Aufstiegsspielen) |
| 1977/78                                    | TSV 1896 Rintheim                               | SG Leutershausen                                    | Rintheim steigt auf (Direktaufsteiger) |
| 1978/79                                    | TSV Birkenau                                    | VfL Günzburg                                        | Birkenau steigt auf (Direktaufsteiger) |
| 1979/80                                    | VfL Günzburg                                    | TSV 1896 Rintheim                                   | Günzburg steigt auf (nach Aufstiegsspielen) |
| 1980/81                                    | TuSpo Nürnberg                                  | MTSV Schwabing                                      | Nürnberg steigt auf (nach Aufstiegsspielen) |

 Vom DHB nicht anerkannte Meisterschaft. Die Zeitrechnung der Meisterschaften im Hallenhandball beginnt mit Gründung des Verbandes und damit ab der Saison 1949/50

### Regionalliga Süd
Die Handball-Regionalliga Süd war von 1969 bis 1981 die zweithöchste und mit Einführung der 2. Bundesliga zur Saison 1981/82 die dritthöchste Spielklasse im deutschen Ligasystem der Männer, die ebenfalls vom SHV organisiert wurde. Nach der Saison 2009/10 wurde die Regionalliga durch eine viergleisige, unter dem Dach des DHB geführte 3. Liga ersetzt.

### Regionalliga Süd als dritthöchste Spielklasse
Die Meister von 1982 bis 2010 stiegen jeweils in die 2. Bundesliga auf.
| Saison  | Meister                | Vizemeister          | Saison    | Meister                    | Vizemeister        |
| ------- | ---------------------- | -------------------- | --------- | -------------------------- | ------------------ |
| 1981/82 | TSV Heiningen 1892     | TSV 1895 Oftersheim  | 1996/97   | TV 08 Willstätt            | TV Kornwestheim    |
| 1982/83 | TSV 1895 Oftersheim    | TSV Scharnhausen     | 1997/98   | Concordia Delitzsch        | TSG Oßweil         |
| 1983/84 | TSV Milbertshofen      | SKV Oberstenfeld     | 1998/99   | TSV Deizisau               | TV Kornwestheim    |
| 1984/85 | VfL Pfullingen         | SKV Oberstenfeld     | 1999/2000 | HSG Kronau/Bad Schönborn   | HSG Konstanz       |
| 1985/86 | SG Köndringen/Teningen | TSV 1846 Nürnberg    | 2000/01   | HSG Konstanz               | TSG Oßweil         |
| 1986/87 | TSV Scharnhausen       | TSV 1896 Rintheim    | 2001/02   | TSG Oßweil                 | VfL Waiblingen     |
| 1987/88 | TSV 1896 Rintheim      | TSV 1846 Nürnberg    | 2002/03   | HBW Balingen-Weilstetten   | SG BBM Bietigheim  |
| 1988/89 | CSG Erlangen           | TV Oppenweiler       | 2003/04   | HG Oftersheim/Schwetzingen | HSC Bad Neustadt   |
| 1989/90 | TSV Rintheim           | TSG Oßweil           | 2004/05   | SG BBM Bietigheim          | TV Kirchzell       |
| 1990/91 | TSG Oßweil             | TSV Baden Östringen  | 2005/06   | TV Bittenfeld              | HSC Bad Neustadt   |
| 1991/92 | TuS Fürstenfeldbruck   | TSV Oftersheim       | 2006/07   | HSC 2000 Coburg            | TV 1893 Neuhausen  |
| 1992/93 | TSB Horkheim           | TV Schwetzingen 1864 | 2007/08   | HC Erlangen                | SG H2Ku Herrenberg |
| 1993/94 | TV Schwetzingen 1864   | TSV Friedberg        | 2008/09   | TV 1893 Neuhausen          | HSC Bad Neustadt   |
| 1994/95 | HSC Bad Neustadt       | TSV Baden Östringen  | 2009/10   | SG H2Ku Herrenberg         | TSB Horkheim       |
| 1995/96 | HG Erlangen            | TV 08 Willstätt      |           |                            |                    |

## Organisatorisches

Landkarte Handball-Regionalliga. Das blaue Feld umfasste den Bereich des Süddeutschen Handballverbands

### Landesverbände
Die Landesverbände waren im Einzelnen:
- Baden
- Sachsen
- Württemberg
- Südbaden
- Bayern

### Präsidium
| Position                               | Name                  | Herkunft          |
| -------------------------------------- | --------------------- | ----------------- |
| Präsident                              | Gerhard Hauptmannl    | Fürth             |
| Vizepräsident Spieltechnik             | Horst Keppler         | Oberstenfeld      |
| Vizepräsident Finanzen                 | Klaus-Dieter Sahrmann | Eckental          |
| Vizepräsident Recht                    | Klaus Hettesheimer    | Steisslingen      |
| Vizepräsident Lehr- und Leistungswesen | Steffen Wohlrab       | Niederau          |
| Vizepräsidentin Jugend                 | Svea Thurner          | Augsburg          |
| Präsident Badischer HV                 | Holger Nickert        | Frankfurt am Main |
| Präsident Bayerischer HV               | Gerd Tschochohei      | Lenggries         |
| Präsident HV Sachsen                   | Uwe Vetterlein        | Dresden           |
| Präsident Südbadischer HV              | Dr. Kurt Hochstuhl    | Baden-Baden       |
| Präsident HV Württemberg               | Hans Artschwager      | Hildrizhausen     |
| Vorsitzender Verbandssportgericht      | Erich Dürrschnabel    | Rheinmünster      |